# 타비 타이니오
타비 타이니오(핀란드어: Taavi Tainio: 1874년 6월 25일 케우루-1929년 3월 17일 헬싱키)는 핀란드의 언론인, 정치인, 노동운동가다.
헤이키 칼레토와 마리아 칼레토 부부의 아들로 태어났다. 일찍이 고아가 되었지만 초등교육을 마치고 이위배스퀼래의 베일린+괴스 출판사에서 외판원 보조로 취직했고, 1893년-1896년 헬싱키에서 중개인으로, 1896년-1899년 핀란드와 스웨덴, 노르웨이를 떠돌며 배관공으로 일했다.
1899년-1900년 투르쿠의 서핀란드 노동자 서기를, 1900년-1903년 대변인을 지냈다. 1904년 선동죄로 체포되었다. 이후 미국으로 이주하여 1904년-1906년 사이 다양한 사회주의 언론의 기자로 일했다. 1906년 핀란드로 귀국하여 서핀란드 노동자 당보 주필을 지냈다. 1909년과 1913년 두 차례 불경죄로 체포되었다.
1914년 미국으로 다시 이주하여 1916년까지 강사 일을 했다. 다시 핀란드로 귀국해 1917년-1918년 쿠오피오에서 사민당 지회 당보 사본 튀외미에스 주필을 지냈다. 1918년 핀란드 내전 중에 체포되어 4년형을 받았으나 같은 해 사면 및 석방되었다.
1903년-1905년 사민당 주석, 1918년-1926년 사민당 서기장을 역임했다. 1907년-1909년, 1911년-1914년 투르쿠 남부 선거구를 지역구로 의회의원에 선출되었다. 핀란드 독립 이후인 1922년-1927년 쿠오피오 서부 선거구에서 의원으로 선출되었고, 1927년-1929년 우시마 선거구 의원을 지냈다.
1901년 올가 요한손과 결혼했다. 부인 올가도 사민당원으로 사회주의 운동을 했다. 슬하에 아들 타우노 타이니오를 두었다.
| 전임 카를 프레드릭 헬스텐 | 제3대 핀란드 사회민주당 당주석 1903년 8월 20일-1905년 11월 20일 | 후임 야코 에밀 페르틸래 |

| 전임 배이뇌 후플리 | 제4대 핀란드 사회민주당 당서기 1918년 12월 29일-1926년 2월 1일 | 후임 카를 하랄드 비크 |